# Danaea trichomanoides
Danaea trichomanoides är en kärlväxtart som beskrevs av Richard Spruce och Moore. Danaea trichomanoides ingår i släktet Danaea, och familjen Marattiaceae. Inga underarter finns listade i Catalogue of Life.